# AKPA
AKPA Polska Press – polska agencja informacyjna i fotograficzna, założona w 1994 roku. W przeciwieństwie do ogólnotematycznych agencji prasowych, takich jak PAP czy IAR, zajmuje się szeroko rozumianą tematyką show-biznesu.
Agencja prowadzi bazę zdjęć z wydarzeń medialnych w Polsce i za granicą (fotorelacje z planów zdjęciowych, pokazów mody, festiwali, koncertów, konferencji, premier kinowych i teatralnych), fotografii celebrytów, wywiadów, ciekawostek z życia gwiazd oraz tekstów tematycznych, a także materiałów multimedialnych.
Zdjęcia powstałe podczas sesji w studiu fotograficznym AKPA publikowane są na okładkach czasopism, płyt muzycznych oraz na billboardach.
AKPA produkuje gotowe strony programowe dla magazynów telewizyjnych (m.in. Tele Tydzień, To & Owo, Tele Świat), dostarcza serwis TV do systemów EPG (dla segmentów DVB-S, DVB-C, DVB-H, DVB-T, IPTV) i na strony internetowe.